# Blue Lock : Épisode Nagi
Blue Lock : Épisode Nagi (劇場版ブルーロック -Episode 凪-, Gekijō-ban burūrokku -Episode Nagi-) est un film d'animation japonais réalisé par Taku Kishimoto, sorti en 2024,,. Il s'agit de l'adaptation du manga spin-off Blue Lock: Episode Nagi.

## Fiche technique
Sauf indication contraire, les informations mentionnées dans cette section peuvent être confirmées par les bases de données cinématographiques IMDb et Allociné,  présentes dans la section « Liens externes ».
- Titre original : 劇場版ブルーロック -Episode 凪-
- Réalisation : Taku Kishimoto
- Scénario : Muneyuki Kaneshiro, Yusuke Nomura, Taku Kishimoto et Kōta Sannomiya
- Musique : Jun Murayama
- Décors :
- Costumes :
- Photographie : Yasuhiro Asagi
- Animation : Tomoko Mori et Kenji Tanabe
- Son : Fumiyuki Gō
- Montage :
- Production : Ryoya Arisawa, Naoya Satō et Hiroshi Yanai
- Sociétés de production : 8-Bit
- Société de distribution : Bandai Namco Entertainment et Sony Pictures Releasing France
- Budget :
- Pays de production :  Japon
- Langue originale : japonais
- Format :
- Genre : Animation
- Durée : 91 minutes
- Dates de sortie :
  - Japon : 19 avril 2024
  - Canada : 28 juin 2024
  - France : 3 juillet 2024 (Annecy)

## Distribution

### Voix originales
- Nobunaga Shimazaki : Seishirō Nagi
- Yuma Uchida : Reo Mikage
- Kazuyuki Okitsu : Zantetsu Tsurugi
- Kazuki Ura : Yoichi Isagi
- Tasuku Kaito : Meguru Bachira
- Yūki Ono : Rensuke Kunigami
- Soma Saito : Hyōma Chigiri
- Kōki Uchiyama : Rin Itoshi
- Hiroshi Kamiya : Jinpachi Ego
- Mami Koyama : la vieille dame

### Voix françaises
- Pablo Cherrey-Iturralde : Seishirō Nagi
- Jonathan Gimbord : Reo Mikage
- David Dos Santos : Zantetsu Tsurugi
- Paul Bertin-Hugault : Yoichi Isagi
- Garlan Le Martelot : Meguru Bachira
- Romain Altché : Rensuke Kunigami
- Sébastien Baulain : Hyōma Chigiri
- Baptiste Marc : Rin Itoshi
- Grégory Kristoforoff : Jinpachi Ego
- Diane Kristanek : Anri Teieri
- Sébastien Mineo : Wataru Kuon
- Benoît Fort-Junca : Ikki Niko
- Lionel Cecilio : Jingo Raichi
- Simon Herlin : Shōei Barō
- Morgan Sarpaux : Gurimu Igarashi
- Thomas Debaene : Gin Gagamaru
- Florent Chako : Asahi Naruhaya
- Aurélien Raynal
- Rémi Gutton

Source VF : Anime News Network

## Production et sortie
Crunchyroll a annoncé que le film sortirait dans les cinémas du monde entier à partir du 28 juin 2024, avec une sortie en France prévue pour le 3 juillet 2024.